# برايان راي
برايان راي (بالإنجليزية: Brian Ray)‏ هو مغن مؤلف وعازف قيثارة أمريكي، ولد في 4 يناير 1955 في كاليفورنيا في الولايات المتحدة.

## وصلات خارجية
- الموقع الرسمي
- برايان راي على موقع IMDb (الإنجليزية)
- برايان راي على موقع ميوزك برينز (الإنجليزية)
- برايان راي على موقع ديسكوغز (الإنجليزية)
- برايان راي على موقع قاعدة بيانات الفيلم (الإنجليزية)